# Острорылый крокодил
Острорылый крокодил (Crocodylus acutus) — крупное пресмыкающееся семейства настоящих крокодилов.
Это самый распространённый вид крокодилов, обитающих в Южной и Северной Америке. В Соединённых Штатах острорылый крокодил встречается в южной части Флориды (а также в Пуэрто-Рико), однако в связи с потеплением климата границы ареала могут расшириться дальше на север.

## Таксономия
Кювье первоначально описал вид как Crocodylus acutus в 1807. В течение долгого времени этот вид был известен как «остромордый аллигатор». Но в 1822 Константин Сэмюэль Рэфинеск подтвердил, что на самом деле эта рептилия является крокодилом.

Вид был повторно описан как Crocodylus floridanus Уильямом Т. Хорнэдеем в 1875. Наблюдая «большого старого аллигатора» в ручье, Хорнэдей и его компаньоны сообщили:

In a few hours we got sight of him, out on the bank in a saw-grass wallow. He was a monster for size—a perfect whale of a saurian, gray in color—and by all the powers, he was a genuine crocodile!
Crocodylus floridanus теперь считается младшим синонимом C. acutus.

## Распространение

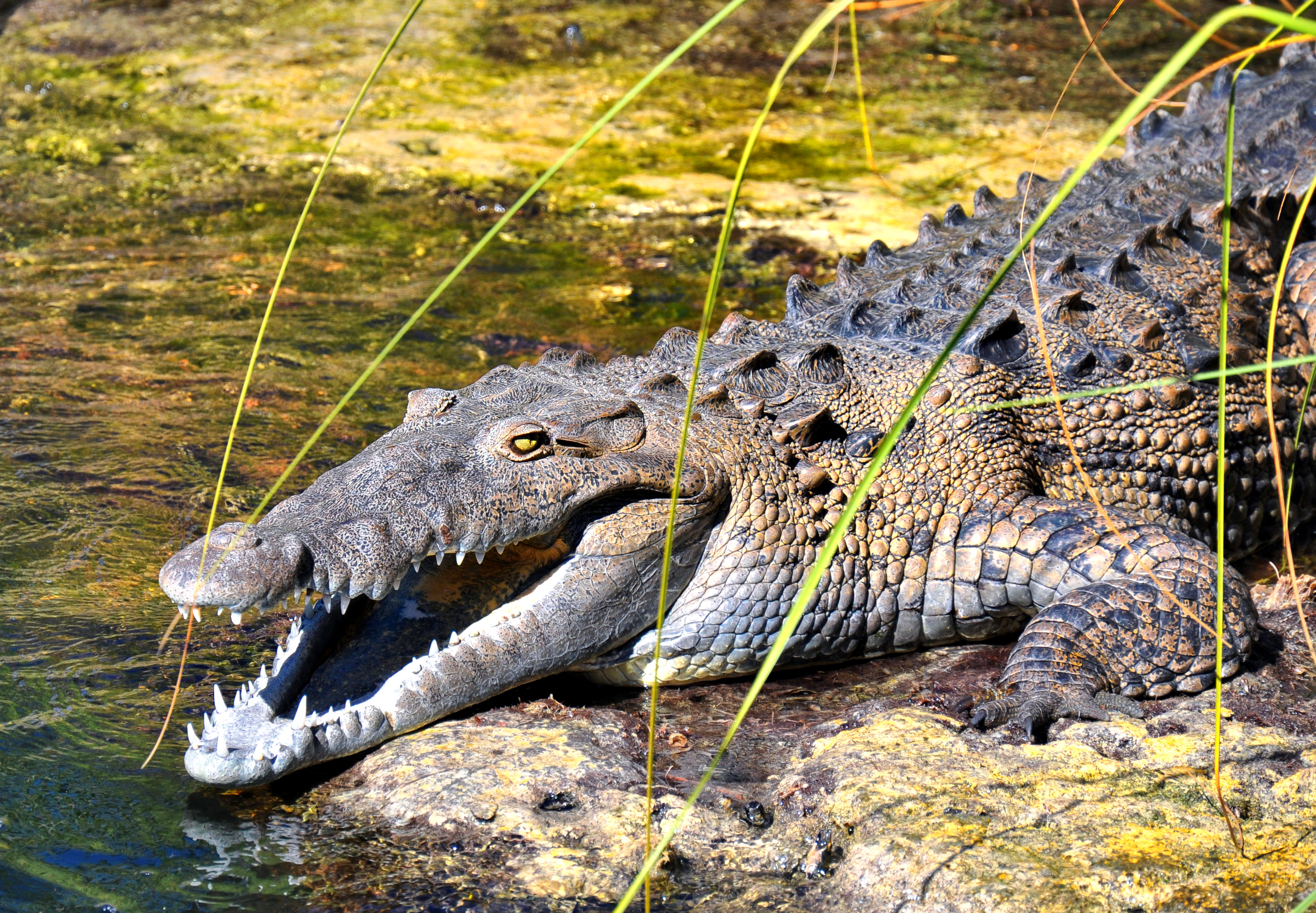
Острорылый крокодил на Ямайке

C. acutus является самым распространённым из четырёх существующих в новом свете настоящих крокодилов. Острорылые крокодилы населяют мангровые болота, устья рек, пресные и солёные озёра. Способность острорылого крокодила, подобно гребнистому крокодилу, находиться в солёной воде объясняет его широкое распространение по Карибским островам, южной Флориде, Большим Антильским островам, южной Мексике, Центральной Америке и южноамериканским странам Колумбии и Эквадора. Острорылые крокодилы особенно многочисленны в Коста-Рике. Одна из самых многочисленных популяций находится в озере Lago Enriquillo в Доминиканской Республике.
Острорылые крокодилы, в отличие от американских аллигаторов, очень плохо переносят низкие температуры и живут исключительно в тропических водах, в то время как аллигатор способен выжить при температуре воды в 7,2 градуса по Цельсию. В 2009 году аномально холодная погода в южной Флориде привела к гибели не менее 150 крокодилов.

## Внешний вид

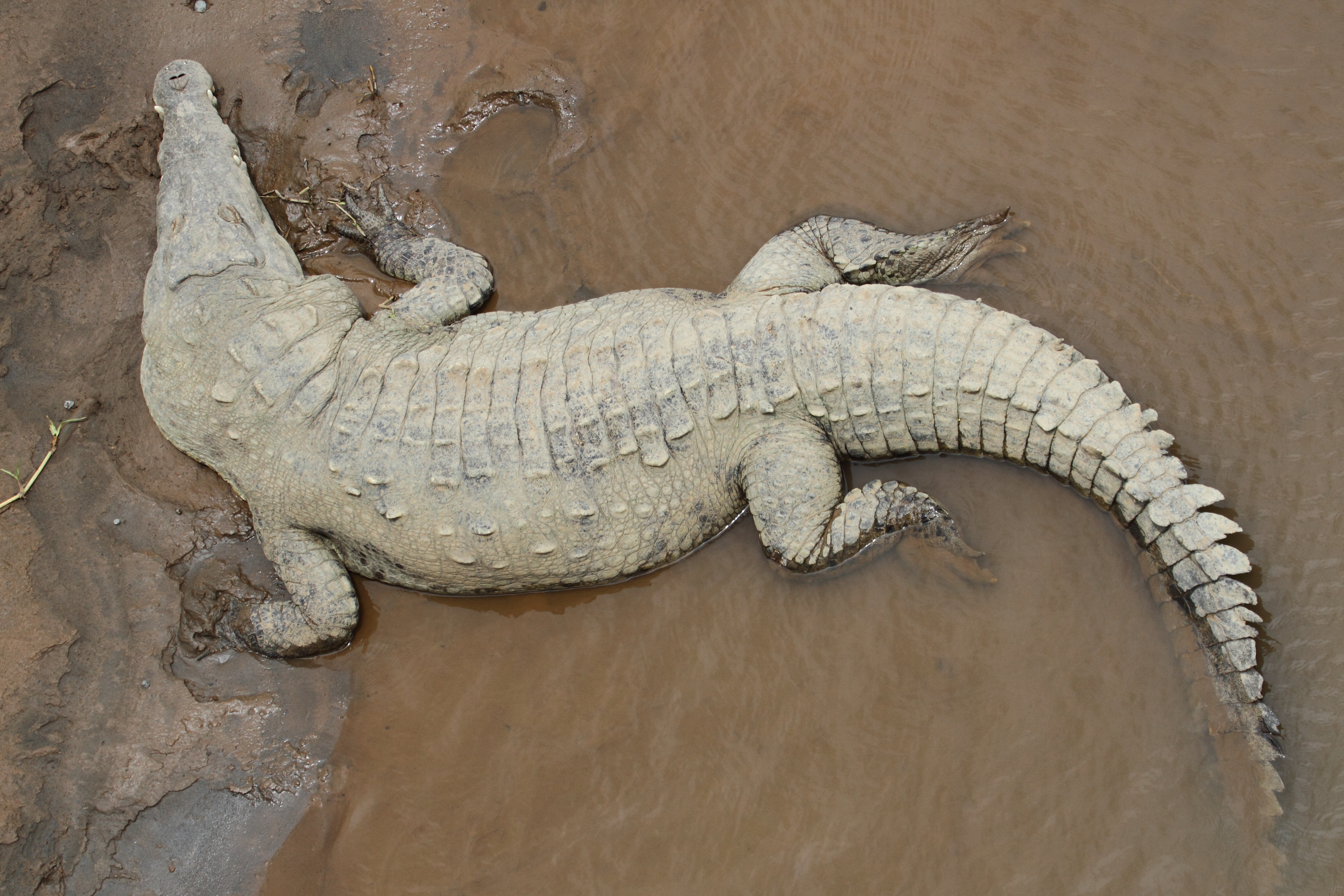
Острорылый крокодил в Коста-Рике

### Описание
Как все современные крокодилы, острорылый крокодил обладает сильным хвостом и чешуйчатым телом с рядами остеодерм — костяных пластин, расположенных на спине и хвосте. Однако по сравнению с другими крокодилами количество костяных пластин на спине небольшое и может значительно отличаться у особей.
Челюсти необычной заострённой формы, которая и дала название виду (acutus — острый). Морда более узкая, чем у центральноамериканского и кубинского крокодилов, но в среднем шире, чем у оринокского крокодила. Ноздри, глаза и уши расположены на голове таким образом, чтобы он мог оставить их над водой, полностью погрузив остальное тело под воду. Взрослые особи имеют возле глаз выраженные бугры. На глазах есть мигательные мембраны, служащие для защиты, а также железы, которые производят слёзы, помогающие удалять из организма избытки соли.
Острорылые крокодилы имеют бледно-сероватый, оливковый или бурый окрас. Молодые особи обычно серого или зеленоватого цвета с чёрными полосами.
Этот крокодил обычно ползает на животе, но он может также приподняться на своих конечностях. Большие экземпляры могут бегать со скоростью почти 16 км/ч. Острорылые крокодилы могут плавать со скоростью не менее 32 км/ч.

### Размеры

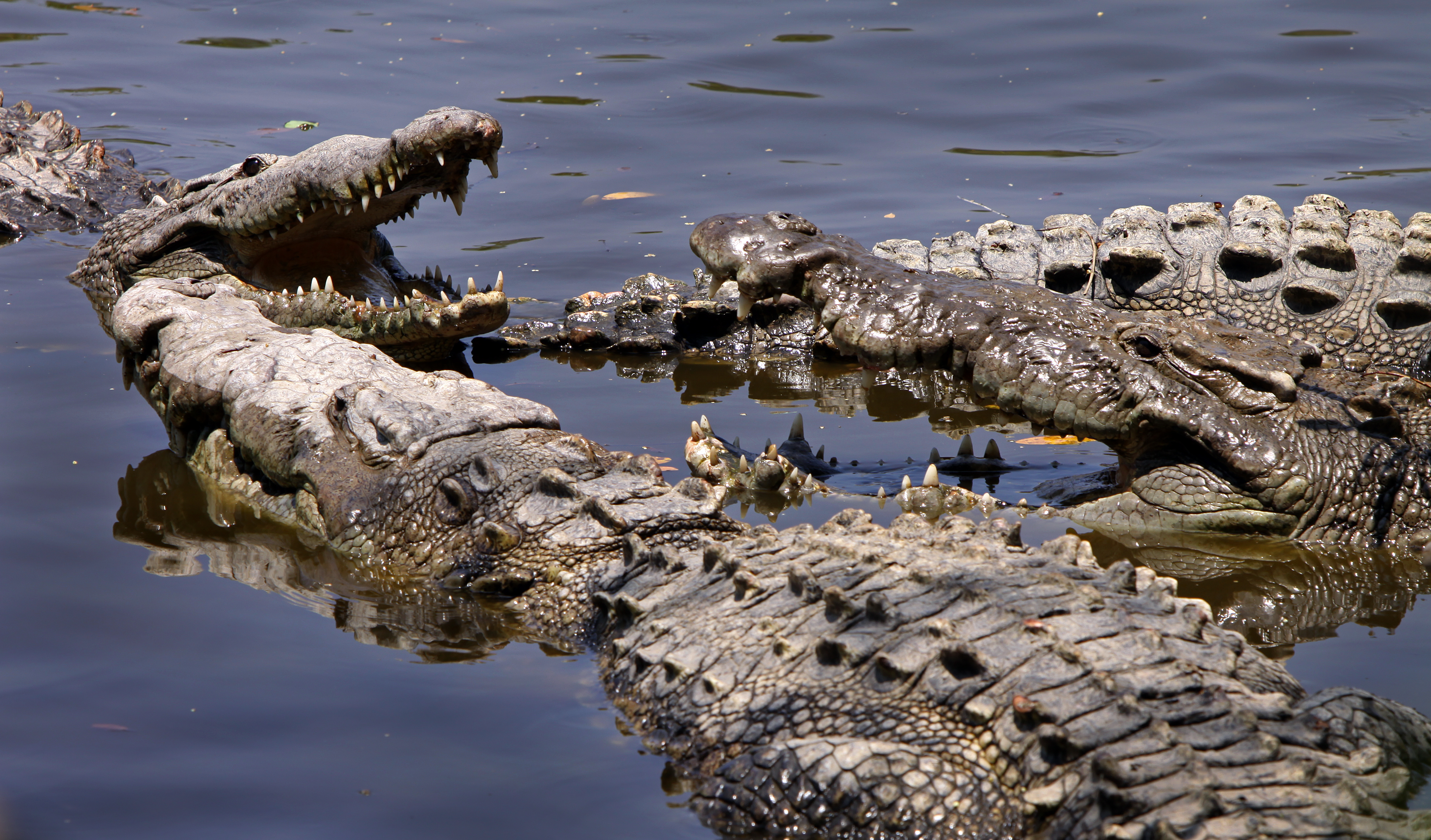
Крупные острорылые крокодилы

Новорождённые крокодильчики имеют длину около 27 см и массу около 60 г. Длина взрослых самцов в континентальных реках по большей части ареала колеблется от 2,9 до 4 м, а самок — от 2,5 до 3 м.
В реке Тарколес (Коста-Рика) существует, пожалуй, одна из наиболее крупных популяций острорылых крокодилов; десятки особей превышают в длину 4 м, а несколько матёрых самцов достигают в длину более 5 м. Эти крокодилы являются популярной достопримечательностью и часто собираются у мостовой переправы, где их ежедневно подкармливают (что, возможно, помогло им достигнуть таких больших размеров). Однако считается, что самые большие острорылые крокодилы встречаются именно в бассейнах южноамериканских рек, где их длина в редких случаях достигает 5—6 м.
Острорылые крокодилы, обитающие на островах или побережьях, как правило, меньше континентальных. Согласно одному исследованию, масса взрослых особей в прибрежной зоне Белиза составляет в среднем всего лишь 77,8 кг. Однако во Флориде, где крокодилы по-прежнему тесно связаны с морем, наибольшая зафиксированная длина взрослой особи составляет уже 5,2 м. В национальном парке Эверглейдс во Флориде два биолога, работавшие по программе MonsterQuest, разыскали и сняли на камеру остромордого крокодила длиной приблизительно 5-5,5 м, хотя взрослые самцы во Флориде в среднем достигают только 3,35 м и по-прежнему значительно уступают по размерам речным крокодилам из Центральной и Южной Америки.
Крупнейший из имеющихся черепов крокодила этого вида достигает 72,6 см и принадлежал крокодилу длиной до 6,6 м. Крупные, матёрые самцы, обитающие в больших реках, при длине в 4,5-5 м могут весить приблизительно 400—500 кг, масса особей длиной более 6 м может достигать тонны.

## Образ жизни
Некое подобие симбиоза было описано для острорылых крокодилов. В отличие от крокодилов старого света, которых иногда очищают от паразитов птицы, острорылых крокодилов очищают некоторые виды рыб.

### Питание

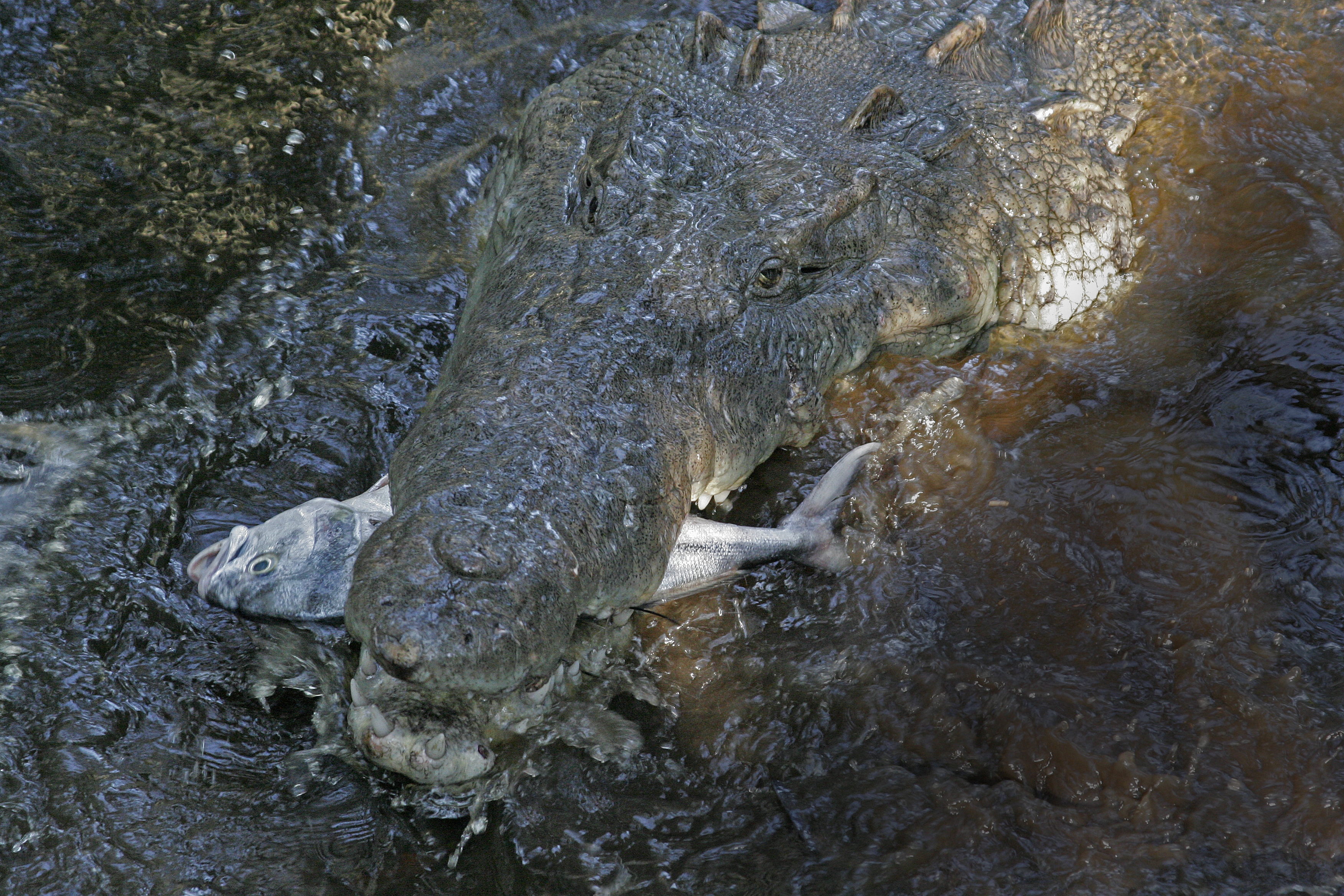
Острорылый крокодил в La Manzanilla, Jalisco, Мексика

Основным источником пищи для большинства острорылых крокодилов на протяжении всей жизни является рыба. Даже взрослые самцы острорылых крокодилов, в отличие от других крупных видов настоящих крокодилов, не переходят на питание преимущественно наземными животными. Фактически любая рыба, найденная в пресных водоёмах или прибрежных водах, является потенциальной добычей острорылых крокодилов. Но поскольку морда острорылого крокодила более широкая, чем у более специализированных рыбоядных крокодилов, таких как гавиал или австралийский пресноводный крокодил, время от времени он может более широко разнообразить свою диету. Добыча варьируется от насекомых, употребляемых молодыми крокодилами, до крупного рогатого скота, захватываемого крупными взрослыми, и могут включать в себя различных птиц, млекопитающих, черепах, змей, крабов, улиток, лягушек, падаль и других крокодилов.
На Гаити только что вылупившиеся и молодые крокодильчики поедают манящих крабов, составляющих до 2/3 их диеты. В других местах главной пищей молодых крокодилов являются водные насекомые и их личинки, а также улитки. По мере роста диета крокодилов становится более разнообразной.

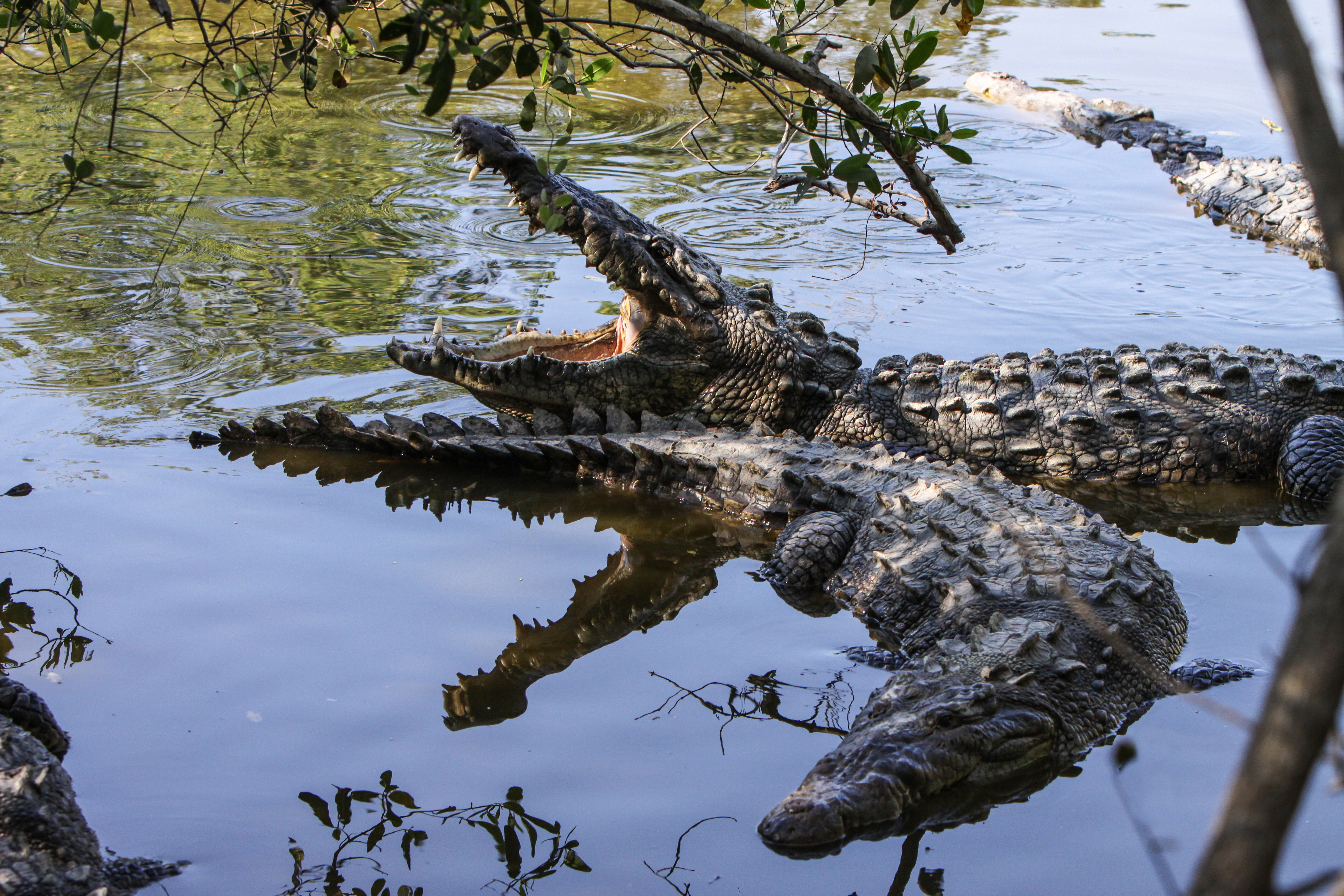
Несколько больших острорылых крокодилов

Во Флориде морские окуни, тарпоны и особенно кефаль является основной пищей для подростков и взрослых острорылых крокодилов. На Гаити взрослые особи поедают в основном птиц, таких как цапли, аисты, фламинго, пеликаны, поганки, лысухи и шотландские куропатки, а также морских рыб, в основном тиляпий и цихлазом, время от времени ловя морских черепах, коз и собак. В Коста-Рике американские крокодилы регулярно поедают самок оливковых морских черепах, когда те подплывают к берегу, чтобы отложить яйца. В желудке трёхметровой взрослой особи из Гондураса был найден полутораметровый крокодил такого же вида, панцирь черепахи и копыто пекари. Нападения острорылых крокодилов на домашний скот в Мексике носят регулярный характер.
Крокодилы, как правило, охотятся в первые несколько часов после сумерек, хотя они могут питаться в любое время. Острорылые крокодилы охотятся типичным для большинства крокодилов способом, поджидая добычу в засаде у кромки воды либо хватая проплывающих мимо водных животных.

### Взаимодействие с другими хищниками
Взрослые острорылые крокодилы считаются высшими хищниками и не имеют естественных врагов, за исключением своих более крупных сородичей и человека.
Установлено, что обитающие в прибрежных водах острорылые крокодилы являются хищниками для лимонных акул, в связи с чем эти акулы избегают ареалы крокодилов, определяя их по запаху. Относительно недавно выяснилось, что в Коста-Рике бычьи акулы также боязно реагируют на запах острорылых крокодилов. Однако в 1950-х годах жители острова Фуэрте сообщали, что местные острорылые крокодилы неизвестного пола, возраста и размера нередко бывали атакованы белыми акулами в 20—200 метрах от берега, когда крокодилы пытались переплыть 8-километровый пролив, отделяющий остров от материка. Итоги этих агрессивных столкновений не известны. В Мексике на 2,5-метрового юного острорылого крокодила однажды напал ягуар, несмотря на гораздо более высокий риск, чем при охоте на кайманов такого же размера. В 1940-х годах ягуары часто поедали мёртвых крокодилов, убитых и освежёванных охотниками.

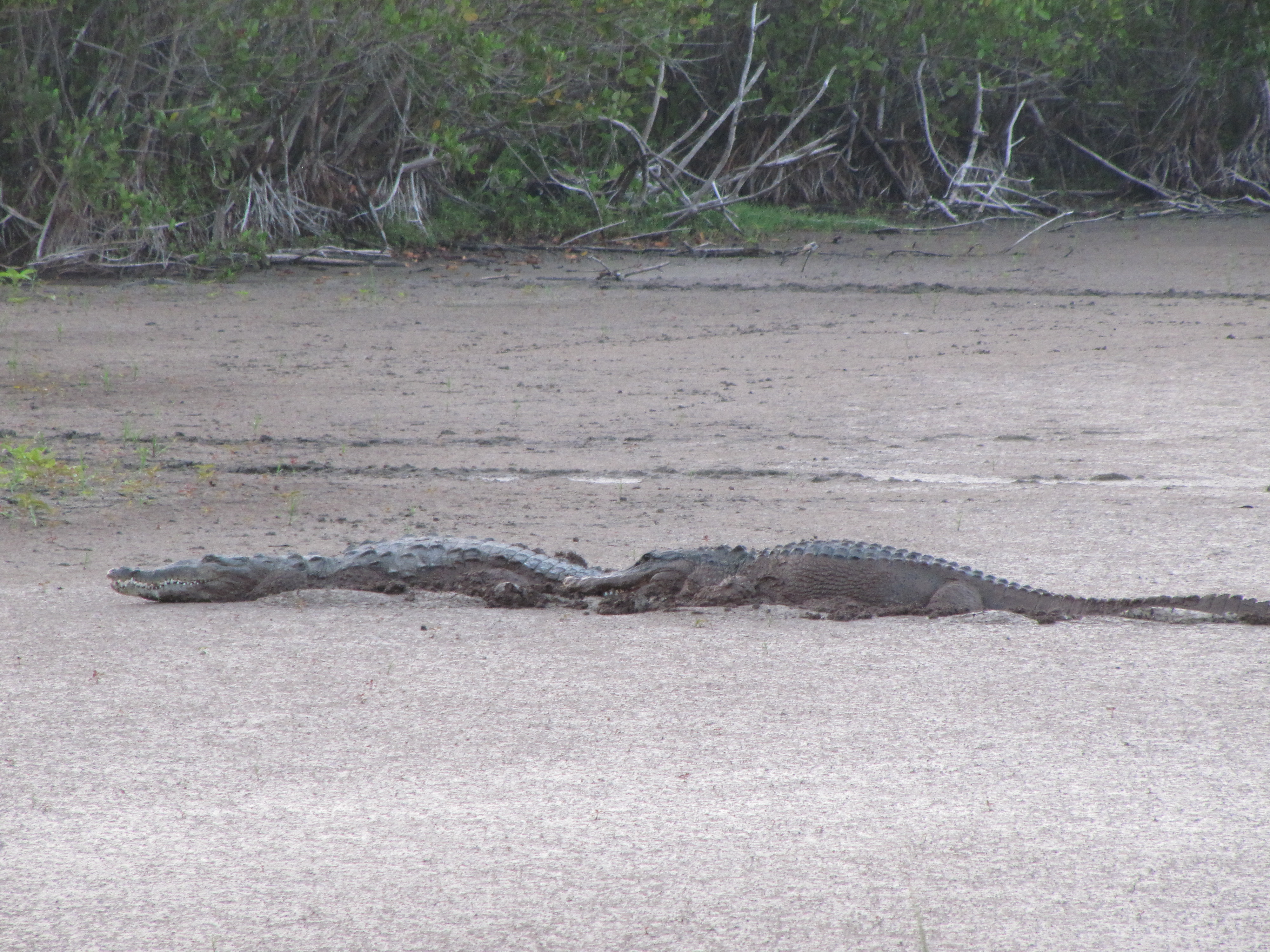
Острорылый крокодил и миссисипский аллигатор в Mrazek Pond.

Известно, что острорылые крокодилы, как правило, доминируют над миссисипскими аллигаторами. На аллигаторовой ферме Гаторама один крупный острорылый крокодил по кличке Голиаф убил девять больших аллигаторов. С другой стороны, в одном исключительном случае, самец острорылого крокодила длиной 4,5 м, содержащийся в неволе, был убит большим миссисипским аллигатором, когда сбежал из своего вольера. Аллигаторы и крокодилы редко конфликтуют в природе, в основном благодаря тому, что они предпочитают разную среду обитания — аллигаторы более терпимы к холоду, чем крокодилы, но в то же время менее терпимы к солёной воде и стремятся избежать взаимодействия с более агрессивным видом. Также существует несколько свидетельств охоты острорылых крокодилов на крокодиловых кайманов всех возрастов в Южной Америке. Считается, что во многих местах острорылые крокодилы являются главными хищниками для крокодиловых кайманов и регулируют их численность — в районах, где по причине человеческой деятельности оказывается снижена численность острорылых крокодилов, резко возрастает численность кайманов.
Острорылые крокодилы могут пересечься со всеми остальными настоящими крокодилами нового света, за исключением, пожалуй, оринокского крокодила, изоляция от которого может быть обеспечена их историческим взаимодействием. В неволе сильно уступающий по размеру, но значительно более агрессивный кубинский крокодил доминирует над острорылым крокодилом и отнимает у него пищу. В одном случае наблюдалось, как небольшой кубинский крокодил преследовал и серьёзно травмировал острорылого крокодила, вдвое превосходящего по длине. Аналогичное поведение наблюдалось и в дикой природе. Считается, что наличие кубинских крокодилов в пресноводных местообитаниях не позволяет острорылым крокодилам расселиться вглубь острова, хотя самцы острорылых крокодилов даже в природе могут спариваться с самками кубинских. В Мексике некоторые центральноамериканские крокодилы сбежали из специальных ферм и создали стабильную популяцию в дикой природе, которая создала проблемы для местных острорылых крокодилов, вынужденных конкурировать с этой довольно агрессивной разновидностью. С другой стороны, в более естественных условиях, где эти два вида пересекаются в природе без вмешательства человека, острорылый крокодил обычно не позволяет центральноамериканскому освоить прибрежные места обитания.

### Размножение

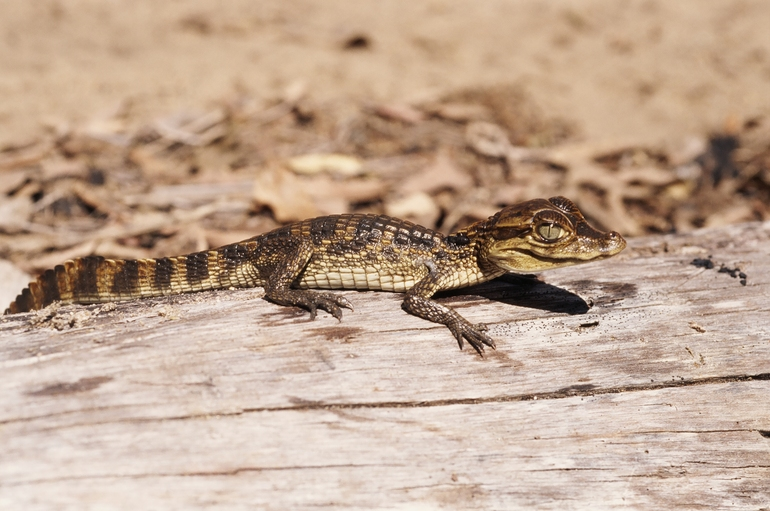
Новорождённый крокодильчик

Острорылые крокодилы размножаются в начале или конце зимы, участвуя в затянутых церемониях спаривания, во время которых самцы издают низкочастотные звуки, чтобы привлечь самок. Размер тела более важен, чем возраст в определении способности спариваться, и самки достигают половой зрелости при длине приблизительно 2,5 м. В феврале или марте самки строят гнёзда из песка, грязи и мёртвой растительности вдоль кромки воды. Местоположение гнезда крайне важно, как и количество растительности, поскольку яйца разовьются лишь в пределах маленького диапазона температуры. Поскольку пол у крокодилов зависит от температуры, небольшие отклонения в температуре могут привести к вылупление только самцов или только самок. Приблизительно один месяц спустя, самка выроет широкую яму по диагонали от гнезда и отложит туда 30—70 яиц, в зависимости от её размера. После откладки яиц самка может засыпать яйца субстратом или оставить их открытыми. Белые, удлинённые яйца в длину примерно 8 см и 5 см в ширину, а также имеют много дыхательных пор на хрупкой скорлупе. Инкубация длится 75—80 дней, и родители будут охранять гнездо, находясь в воде поблизости. Но не все популяции острорылых крокодилов охраняют свои гнёзда, и, несмотря на все меры предосторожности, яйца крокодилов часто становятся жертвой енотов, коати, лисиц, скунсов, чёрных медведей или других млекопитающих, а также больших хищных муравьёв, ящериц, крабов и стервятников. В Панаме зелёные игуаны были замечены при охоте за яйцами крокодилов, хотя в некоторых случаях они сами были пойманы и съедены самками.
Матери свойственно заботиться в течение нескольких недель о вылупившихся крокодильчиках, хотя и не во всех популяциях. Спустя приблизительно пять недель после вылупления, молодые крокодилы перестают держаться вместе около матери и расплываются. Большинство из них, конечно, не выживают, становясь жертвами хищных птиц и крупных рыб (например, атлантических тарпонов и лимонных акул), удавов, ящериц, енотов, кайманов и других крокодилов. Те крокодилы, которые успешно переживают самые ранние стадии свой жизни, очень быстро растут, питаясь насекомыми, рыбой и лягушками, и в итоге практически лишаются любого рода естественных врагов. Однако, некоторые молодые крокодилы, по сообщениям, намеренно атакуют и убивают друг друга.

## Популяция
В 1930-е — 1960-е годы этот вид активно истреблялся, в основном ради кожи. Сейчас во многих странах охраняется, действуют программы по искусственному разведению острорылого крокодила.
Сейчас в мире живёт от 10 до 20 тысяч особей данного вида, однако популяция неуклонно сокращается вследствие освоения человеком его мест обитания. В отдельных странах (Белиз, Куба) популяция стабильна.

### Нападения на людей
Острорылые крокодилы считаются опасными для людей животными; случающиеся нападения в Мексике, Коста-Рике и Панаме более распространены, чем нападения акул. Кроме того, острорылый крокодил считается менее агрессивным и более осторожным видом, чем крупные крокодилы Старого Света (такие как нильский крокодил), однако этот вид считается значительно более агрессивным к людям, чем известный довольно большим числом нападений (из-за обитания в урбанизированных районах) американский аллигатор.
Исследование, проведённое IUCN, определило, что острорылый крокодил чаще всего нападает на людей из всех крокодилов нового света во многом из-за своих крупных размеров и обширного ареала. По сообщениям, кубинский и центральноамериканский крокодилы более агрессивны по отношению к людям, чем острорылые. Однако фатальные нападения со стороны этих крокодилов происходят значительно реже, из-за их отдалённой среды обитания и менее крупных размеров.